# Gilby
 Gilby  va ser un equip britànic de cotxes de competició que va arribar a disputar curses a la Fórmula 1.
Gilby va ser creada la temporada 1961 per Sid Greene i la va fer debutar a la F1 amb el seu fill, el pilot Keith Greene, al GP de la Gran Bretanya finalitzant la cursa en quinzena posició.
K. Greene hi va disputar un total de tres curses, el GP de la Gran Bretanya a la temporada 1961 i els grans premis d'Alemanya i Itàlia a la temporada següent (1962) no millorant el 15è lloc del seu debut.
Gilby encara va disputar tres GP més de la mà del pilot britànic Ian Raby, encara que aquest no va aconseguir finalitzar cap cursa.

## Resultats a la F1
| Any  | Pilot        | 1   | 2   | 3   | 4   | 5       | 6       | 7       | 8   | 9   | 10  | Posició | Punts |
| ---- | ------------ | --- | --- | --- | --- | ------- | ------- | ------- | --- | --- | --- | ------- | ----- |
| 1961 | Keith Greene | MON | HOL | BEL | FRA | GBR 15  | ALE     | ITA     | USA |     |     | -       | 0     |
| 1962 | Keith Greene | HOL | MON | BEL | FRA | GBR     | ALE Ret | ITA NVQ | USA | SUD |     | -       | 0     |
| 1963 | Ian Raby     | MON | BEL | HOL | FRA | GBR Ret | ALE NVQ | ITA NVQ | USA | MEX | SUD | -       | 0     |

## Palmarès a la F1
- Curses: 6
- Victòries: 0
- Podiums: 0
- Punts: 0